# Trioleína
La trioleína es el triglicérido (o triacilglicérido) del ácido oleico. Un triglicérido es un éster compuesto por tres moléculas de ácidos grasos (iguales o diferentes) y una de glicerol (1,2,3-propanotriol). La mayoría de los triglicéridos son asimétricos y se derivan de mezclas de ácidos grasos. La trioleína representa del 4-30% del aceite de oliva. También se encuentra en el aceite de almendras, manteca de cerdo y en muchos otros aceites de origen animal y vegetal. Como todos los ácidos grasos insaturados, es un líquido viscoso que es insoluble en agua, pero soluble en etanol, benceno, cloroformo, diclorometano y éter. 
La trioleína, también conocida como trioleato de glicerol, es uno de los dos componentes del aceite de Lorenzo.
La trioleína se utiliza para la fabricación del jabón de Marsella mediante la reacción de saponificación:
C
57H
104O
6 + 3 NaOH → 3 C
17H
33CO−
2Na+
 + HOCH
2CHOHCH
2OH